# Dorfschwalben aus Österreich
Dorfschwalben aus Österreich ist ein Walzer von Josef Strauss (op. 164).

## Vorgeschichte

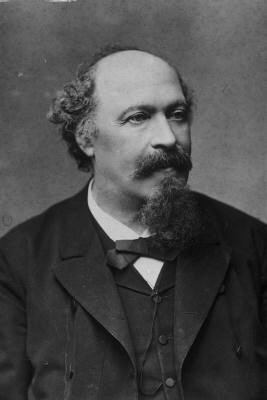
August Silberstein

1862/63 verfasste August Silberstein den Roman Dorfschwalben aus Österreich. Von diesem Roman inspiriert, schrieb Josef Strauss den gleichnamigen Walzer.
Dieser Walzer wurde am 6. September 1864 im Volksgarten, ebenso wie Frauenherz, uraufgeführt. Die beiden Stücke gelten als Meisterwerke von Josef Strauss. Bei der Gedenkfeier, die nach seinem Tod am 18. Oktober 1870 stattfand, wurden die beiden Werke unter der Leitung seines Bruders Johann Strauss gespielt.
1930 ergänzte Paul Knepler den Walzer mit einem Text unter dem Titel Frühling, Frühling, schöne Zeit! Schöne Zeit voll Freud! zum Gesangswalzer.

## Neujahrskonzert der Wiener Philharmoniker
Der Walzer ist in unregelmäßigen Abständen Bestandteil des Neujahrskonzerts der Wiener Philharmoniker. Dies war in folgenden Jahren unter den genannten Dirigenten der Fall:
- 1947 – Josef Krips
- 1956 – Willi Boskovsky
- 1963 – Willi Boskovsky
- 1977 – Willi Boskovsky
- 1986 – Lorin Maazel
- 1992 – Carlos Kleiber
- 2001 – Nikolaus Harnoncourt
- 2008 – Georges Prêtre
- 2015 – Zubin Mehta
- 2025 – Riccardo Muti